# Allotinus aphocha
Allotinus aphocha är en fjärilsart som beskrevs av Napoleon Manuel Kheil 1884. Allotinus aphocha ingår i släktet Allotinus och familjen juvelvingar. Inga underarter finns listade i Catalogue of Life.

## Bildgalleri

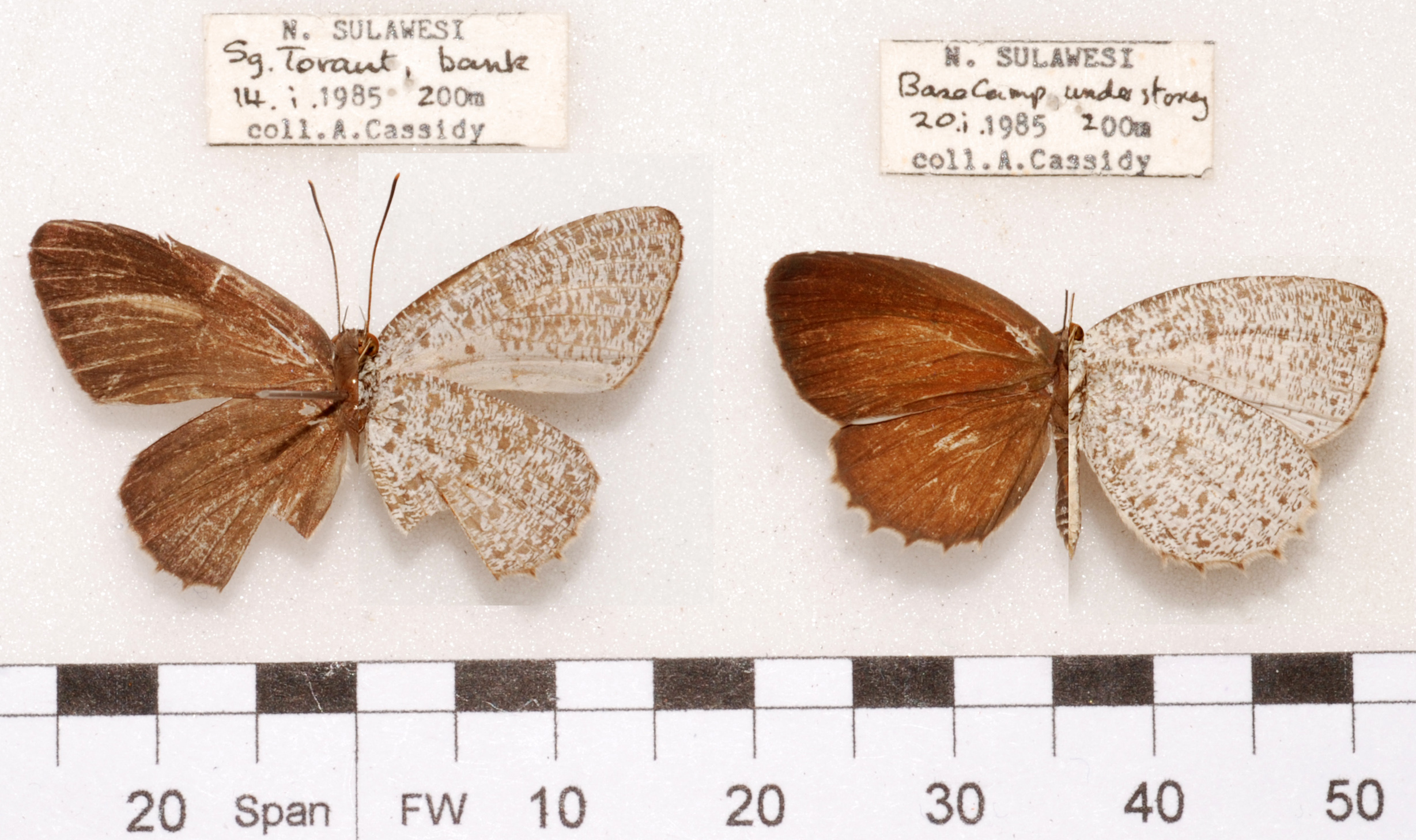